# Enberget
Enberget este o arie protejată (arie specială de conservare — SAC, sit de importanță comunitară — SCI, arie de protecție specială avifaunistică — SPA) din Suedia întinsă pe o suprafață de 249,3 ha, integral pe uscat.

## Localizare
Centrul sitului Enberget este situat la coordonatele 60°51′40″N 12°34′58″E / 60.8612°N 12.5828°E.

## Înființare
Situl Enberget a fost declarat sit de importanță comunitară în ianuarie 2002 pentru a proteja 6 specii de animale. Alte tipuri de protecție:
- arie de protecție specială avifaunistică (în aprilie 2003)[2]
- arie specială de conservare (în martie 2011)[1][3][4]

## Biodiversitate
Situată în ecoregiunea boreală, aria protejată conține 4 habitate naturale: Taiga vestică, Lacuri și iazuri distrofice naturale, Mlaștini turboase de tranziție și turbării mișcătoare, Mlaștini împădurite.
La baza desemnării sitului se află mai multe specii protejate de  păsări (6): cocoșul de mesteacăn (Bonasa bonasia), ciocănitoare neagră (Dryocopus martius), ciocănitoare de munte (Picoides tridactylus), ciocănitoare verzuie (Picus canus), cocoșul de mesteacăn (Tetrao tetrix tetrix),  cocoș de munte (Tetrao urogallus).